# Віллі Майнк
Ві́ллі Ма́йнк (нім. Willi Meinck, 1 квітня 1914, Дессау, Німеччина — 7 квітня 1993, Циттау, Німеччина) — німецький письменник.

## Біографія
Народився в робітничій сім'ї. З 1929-го по 1933 рік вивчав ремесло набірника й брав участь у робітничому спортивному русі. Після того, як націонал-соціалісти прийшли до влади й заарештували кількох членів родини Віллі Майнка, 1933 року він еміґрував до Франції. Там Віллі жив з того, що працював у порту докером і співав на вулицях. 1934 року повернувся в рідні краї. Працював на різних підручних роботах, зокрема як волонтер-набірник у видавництвах. 1936-го він спробував ухилитися від призиву на військову службу, виїхавши за кордон, цього разу в Угорщину. Його передали в Німеччину, й від 1938 року Майнк був санітаром у вермахті.
Взявши участь у Другій світовій війні й побувавши в американському полоні, Віллі Майнк у 1946-му повертається на батьківщину. Він потрапив у радянську зону окупації, де працював так званим новим учителем, а згодом керівником педагогічного училища. З 1950-го він редактор у шкільному видавництві «Народ і знання». На початку 1950-х він узяв участь в археологічній експедиції у Межиріччі, на основі чого написав повість «Гатіфа». З 1955 року Майнк проживав як вільний письменник у Берліні, пізніше — в Циттау. У шістдесятих роках він пускався в далекі подорожі — передусім до Індії та Китаю.
Роботи Віллі Майнка — це переважно книжки для дітей та юнацтва, захопливо написані на історичні теми й широко читані в НДР. Критики особливо хвалили його двотомний твір про Марко Поло. Крім того, письменник видав два автобіографічні романи — «Приховане світло» та «Друге життя», а також книжки з репортажами про свої подорожі до Індії й Південно-Східної Азії.
Помер після операції на серці.
Твори Віллі Майнка перекладено білоруською, болгарською, естонською, китайською, латиською, литовською, нідерландською, російською, румунською, словацькою, угорською, узбецькою, українською й чеською мовами.

## Твори
- Das Geheimnis der finnischen Birke, Berlin 1951 — «Таємниця фінської берези»
- Henri, der tapfere Matrose, Berlin 1952 — «Генрі, хоробрий матрос»
- Die Aufstände der Bürger von Worms und Köln, Berlin 1953 — «Повстання городян Вормса і Кельна»
- Der Herbststurm fegt durch Hamburg, Berlin 1954 — «Осіння буря бушує в Гамбурґу»
- Marco Polo, Berlin — «Марко Поло»
- Bd. 1. Die seltsamen Abenteuer des Marco Polo, 1955 — «Дивовижні пригоди Марко Поло»
- Bd. 2. Die seltsamen Reisen des Marco Polo, 1957 — «Дивовижні подорожі Марко Поло»
- Der König der Felder, Berlin 1956 — «Король полів»
- Hatifa, Berlin 1958 — «Гатіфа»
- Die rote Perle, Berlin 1958 — «Червона перлина»
- Die Moorbande und andere Erzählungen, Berlin 1959 (zusammen mit Horst Beseler und Michael Deutsch) — «Торф'яна компанія і інші оповідання» (разом із Горстом Безелером та Міхаелем Дойчем)
- Das verborgene Licht, Berlin 1959 — «Приховане світло»
- Nixe und der Große Einsame, Berlin 1960 — «Русалка і велика пустка»
- Der Neger Jim, Berlin 1961 — «Негр Джим»
- Das zweite Leben, Berlin 1961 — «Друге життя»
- Kuddel und Fietje, Berlin 1962 — «Куддель і Фіт'є»
- Salvi Fünf oder Der zerrissene Faden, Berlin 1966 — «Сальві-П'ять, або Обірвана нитка»
- Untergang der Jaguarkrieger, Berlin 1968 — «Загибель воїнів-ягуарів»
- Der Pfefferschotenhändler, Berlin 1969 — «Торговець стручковим перцем»
- Die gefangene Sonne, Halle (S.) 1971 — «Упіймане сонце»
- Die schöne Madana, Berlin 1973 — «Красуня Мадана»
- Tödliche Stille, Berlin 1974 — «Мертва тиша»
- Das Ramayana, Berlin 1976 — «Рамаяна»
- Delibab oder Spiel mit bunten Steinen, Berlin 1978 — «Делібаб, або Гра з барвистим камінням»
- Warten auf den lautlosen Augenblick, Halle u.a. 1980 — «Дочекайтеся тихої миті»
- Auf einmal kam ein Riese, Berlin 1981 — «Раптом прийшов велетень»
- Wie Pandschi Puthan den mächtigen Strom zähmte und andere märchenhafte Geschichten aus Sri Lanka, Berlin 1981 (zusammen mit Kaluacci Jayatilaka) — «Як Панджі Путхан приборкав могутню ріку і інші казкові оповіді з Шрі-Ланки» (разом із Калуаччі Джаятілакою)
- Die Blumenwiese am Auge des Himmels, Berlin 1983 — «Квітковий луг на оці неба»
- Kaffeetrinken im Grand-Hotel, Halle u.a. 1984 — «Пиття кави у ґранд-отелі»
- In den Gärten Ravanas, Halle u.a. 1986 — «У садах Равани»
- Katerträume, Berlin 1988 (zusammen mit Karl-Heinz Appelmann) — «Котячі мрії» (разом із Карлом-Гайнцом Аппельманном)
- Der Oybin brennt, Waltersdorf 1992 — «Ойбін горить»
- Sprünge über die Jahre 1983—1992, unveröffentlicht — «Побіжно через 1983—1992 роки» (не опубліковано)

## Видавнича діяльність
- Ramón Amaya-Amador: Morgendämmerung, Berlin 1956 — Рамон Амая-Амадор, «Досвіток»

## Екранізації
- 1960 року в НДР вийшов фільм «Гатіфа» (режисер Зіґфрід Гартманн) за мотивами однойменної повісті Віллі Майнка

## Українські переклади творів Майнка
- «Незвичайні пригоди Марко Поло». Роман. — Київ: Дитвидав, 1959, 508 с. Переклав Юрій Бедзик
- «Сальві». Повість. — Київ: «Молодь», 1973, 105 с. Переклав Володимир Василюк
- «Загибель воїнів-ягуарів». Роман. — Київ: «Веселка», 1973, 272 с. Переклав Микола Ігнатенко
- «Красуня Мадана». Збірка індійських казок і притч. — Не опубліковано, в електронній формі. Переклав Олег Король

## Пізнавальні подорожі
- Китай, 1955
- Сицилія, 1957/58
- Ірак, 1965
- Індія, 1967/69/71/75/79
- Непал, 1969/71
- Угорщина, 1976
- Італія, 1977

## Відзнаки
- 1968 — Премія імені Алекс Веддінґ
- 1974 — Державний орден «За заслуги»
- 1974 — Золота медаль імені Йоганнеса Роберта Бехера
- 1979 — Національна премія ІІІ ступеня
- 1984 — Вітчизняний срібний орден «За заслуги»
- 1989 — Вітчизняний золотий орден «За заслуги»

## Лінки
- Каталог творів Віллі Майнка і про нього в Німецькій національній бібліотеці
- Дані про Віллі Майнка у Карл-Май-вікі.
- Інтернет-дані про російський переклад «Дивовижних пригод Марко Поло».